# Ókami to kósinrjó
A Ókami to kósinrjó (狼と香辛料; Ókami to kósinrjó; Hepburn: Ōkami to kōshinryō, ’Farkas és fűszer’; angol címén Spice and Wolf) egy japán light novel sorozat, írója Haszekura Iszuna, Ajakura Dzsú képeivel illusztrálva. Az első regényt 2006. február 10-én adták ki, azóta összesen 11 kötetet adott ki az ASCII Media Works a Dengeki Bunko cím alatt. Az ASCII Media Works jelentette, hogy 2008. október 10-éig több mint 2,2 millió példányt adtak el az első 9 kötetből Japánban. A sorozatot „egyedi fantasy-nak” hívta a Mainicsi Simbun, köszönhetően a gazdaság, a kereskedelem és az utazás körül bonyolódó történetnek, a szokásos fantasy klisék helyett. A Yen Press licencelte a light noveleket, melyeket angolul fog kiadni Észak-Amerikában.
A mangaadaptációját, Kóme Keito illusztrációival, a japán Dengeki Maoh szeinenmagazinban 2007. szeptember 27-én kezdték el kiadni az ASCII Media Works által. A mangát licencelte a Yen Press, mely angolul fogja azt kiadni. Az ötödik regény obi stripje adott hírt az animeadaptációról először, melyet 2008. január 9. és március 26. közt adtak le. Ez 12 részt tartalmazott, ehhez jött egy egyedüli OVA epizód. Az animét angolul a Kadokawa Pictures USA és a Funimation fogja kiadni. Az anime második évadjának premierje Ókami to kósinrjó II cím alatt 2009. július 9-én volt. Egy a sorozaton alapuló visual novelt adott ki 2008. június 26-án Nintendo DS-re az ASCII Media Works. Egy további, szintén DS-re, 2009. szeptember 17-én került kiadásra.

## Történet
Az Ókami to kósinrjó története Kraft Lawrence, egy 25 éves utazó kereskedő körül forog, aki megélhetés gyanánt különféle árukat szállít városok között, egy stilizált, a középkori Európához hasonló világban. Élete fő célja hogy elég pénzt összegyűjtsön egy saját üzlet nyitásához, miközben már 7 éve utazik, számos tapasztalatot begyűjtve. Egy este, Pasroe város közelében, a szekerében egy pogány farkas-istennőt talál, ki magát Holo néven nevezi. A szemre 15 éves lány, leszámítva a farkasfüleket és -farkat, a város aratás-istennőjeként mutatkozik be, aki megáldva a földet, számos jó termésű évet hozott a helyi közösségnek. Azonban, a föld termőképességének megtartása érdekében, néhány évente pihentetnie kellett a talajt, amit a helyiek „árulásnak” vették, és már különben sem tisztelték annyira, részben az egyház befolyása, részben az új módszerek és gépek miatt, melyekben jobban megbíztak, mint egy csupán legendának tartott istenségben. Ez, és a honvágya miatt haza akar térni a messzi északra, Joicuba; mivel úgy gondolja az emberek már elfelejtették, és kíváncsi, mi történt a világgal az itt töltött számtalan év alatt. Sikerül megegyeznie Lawrence-szel, így kijutva a településből. Útjuk során számtalan pozitív és negatív esemény történik velük. Holo bölcsességével Lawrence-nek sikerül számtalan alkalommal nagyobb profitra szert tennie, de közben az Egyház és más emberek figyelme is rájuk terelődik. A regények alatt lassan kialakul köztük a vonzódás egymás felé.

## Szereplők
Kraft Lawrence (クラフト・ロレンス, ’Kurafuto Rorenszu’)
Szinkronhangja: Fukujama Jun  (japán), J. Michael Tatum (angol)
Kraft Lawrence, kit családnevén neveznek, egy 25 éves utazó kereskedő, mindenféle terméket szállít városról városra. 12 évesen inasa lett egy rokon kereskedőnek, és önálló útra kelt mikor 18 volt. Életcélja, hogy annyit keressen, melyből egy saját üzletet nyithat. Már 7 éve utazott, és tapasztalt kereskedővé vált, mikor Horóval találkozott. Megegyeznek, hogy Holo utazhat Lawrence mellett, így juttatva el őt hazájába. Cserébe számtalan alkalommal kisegíti őt ősi tudásával a bajból. Ahogy halad előre a cselekmény, Lawrence és Holo is kifejezi növekvő, bonyolódó érzelmeit egymás felé. Lawrence egyszer megemlíti, hogy összesen nyolcszor támadták meg farkasok, így érthető kezdeti visszahúzódása.
Holo (ホロ, ’Horo’)
Szinkronhangja: Kosimizu Ami  (japán), Brina Palencia (angol)
Holo egy fakas aratás-istenség, a messzi északon lévő Joicuból. Valaha egyezséget kötött egy férfival Pasroe-ból ahol biztosította hogy a város minden évben jó termésnek örvendhessen. De ahogy teltek az évek, a város népe kezdte elhagyni őt, és már nem bíztak benne annyira mint egykor. Így hát Holo elszökik a városból Lawrence szekerében, és vele utazik tovább is a világban. Holo egy fiatal lány képét veszi fel, ámbátor megtartva farkas füleit és farkát, és szemfoga is nagyobb az emberénél. Testre karcsú, szeme vörös, haja hosszú barna. Igazi alakja egy óriási farkas, melyet sok ember fél és tisztel.
Önmagát mint "Joicu Bölcs Farkasa" (ヨイツの賢狼, ’Joicu no Kenró’) néven említi. Jellemzően nagyon gőgös és önellátó, bár sok százéves elszigeteltségében Pasroe-ban magányos lett, és olykor megmutatja törékeny oldalát, melyet kiismer Lawrence, így vigasztalva a maga módján. Holo tisztában van az ő és Lawrence élethosszával, mivel számára az emberélet csak egy szempillantás. Holot számos alkalommal láthatjuk e ténytől megijedve, de viccekkel mindig elfedi. Különleges beszédmódja van, felső osztályú oiran, azaz régi japán kurtizán után modellezve. Kedvencei az ízletes ételek és az alkohol, de különösen az almát kedveli. Nagy büszkeség tölti el farkával, melyet gondosan ápol.
Chloe (クロエ, ’Kuroe’)
Szinkronhangja: Nazuka Kaori  (japán), Jamie Marchi (angol)
Chloe egy csak az animében megjelenő szereplő. Pasroe lakosa, és régóta ismeri Lawrence-t, aki megtanította őt a kereskedésre. Ugyan még mindig bizonytalan vele való érzelmeivel, mint jó barátnak és tanárnak tartja. Később elválnak egymástól, mikor Chloe az Egyház szolgálatába áll, hogy elkapja Horót és megölje Lawrence-t.
Nora Arendt (ノーラ・アレント, ’Nóra Arento’)
Szinkronhangja: Nakahara Mai  (japán), Leah Clark (angol)
Nora először a második light novel kötetben jelenik meg. Ő egy képzett pásztor, Rubinhaigen egyházi városából. Társa munkájában a pásztorkutya, Enekk. Lawrence-vel való találkozása után megbízza egy feladatban. Később jó barátok lesznek, bár Lawrence érzelmei ennél kicsit többet mutatnak.
Fermi Amati (フェルミ・アマーティ, ’Ferumi Amáti’)
Szinkronhangja: Csiba Szaeko  (japán), Ryan Reynolds (angol)
Amati, kit csak úgy mint Lawrence-t leginkább családnevén nevezik az üzleti világban, a harmadik kötetben jelenik meg először. Ő egy fiatalember, ki mint halkereskedő dolgozik. Vonzódik Horóhoz, és ezt ki is fejezi. Holo színészkedésének köszönhetően, őt egy nemes, kedves és gyengéd beszédű fiatal hölgynek ismeri meg.
Dian "Diana" Rubens (ディアン・ルーベンス, ’Dian Rúbenszu’)
Szinkronhangja: Vatanabe Akeno  (japán), Colleen Clinkenbeard (angol)
Dian, ki szintén a harmadik kötetben bukkan fel, egy alkimista. Épp pogány történeteket, meséket gyűjt össze, hogy aztán kiadja őket. Információval rendelkezik Holo szülőhazájáról, Joicuról. Mivel a Dian férfinévnek hangzik, megkéri Lawrencet hogy Diananak szólítsa.

## Média

### Light novelek
Az Ókami to kósinrjó light novel köteteket Haszekura Iszuna írja, a képeket Ajakura Jú készíti. Eredetileg Haszekura az első kötetet az ASCII Media Works tizenkettedik Dengeki Novel Díjára írta 2005-ben, és elnyerte vele az ezüst díjat. Az első kötetet 2006. február 10-én adták ki, azóta 10 további jelent meg az ASCII Media Works Dengeki Bunko címe alatt. A tagline-ja a light novelnek „Merchant meats spicy wolf”. („A kereskedő találkozik az elegáns farkassal”), az Engrish egy példája. A szerző hozzászólása alapján a „meats” jelentése titkos, kikerülve hogy az a „meets” szó (találkozik) elírása lenne. 2008 szeptemberében a Yen Press licencelte a noveleket az angol kiadáshoz. Az első kötetet 2009 decemberében került kiadásra, a következők három vagy négy havonta fogják követni.

### Manga
A manga adaptációt Kóme Keito illusztrációival a japán szeinen magazin Dengeki Maohban kezdték kiadni 2007. szeptember 27-étől, az ASCII Media Works által. Az első fejezet utolsó 4 oldala mind színes volt. Az első tankóbont, tartalmazva az első 6 fejezetet az ASCII Media Works adta ki a Dengeki Comics címük alatt 2008. március 27-én. A második kötetet 2009. január 27-én adták ki, a harmadikat 2009. július 27-én. Yen Press licencelte a mangát a New York Comic Con 2009-en, és Észak-Amerikában fogja azt kiadni angolul.

### Internetes rádió műsor
Egy Internet rádió műsor, melynek az Animate adott helyett Ókamikku Radio (オオカミックラジオ) 2007. december 7-én kezdte adását. Heti egy részt adnak le, a műsor fő célja az anime népszerűsítése. A műsor házigazdája Fukujdzsama Dzsu, aki Kraft Lawrencet játssza az animében, és Kosimizu Ami aki Horót játssza. A műsor 8 részt tartalmaz adásonként, melyekben híreket adnak a sorozatról, kommenteket és műveket mondanak be a nézőktől, és egy rádiódrámát is adnak.

### Anime
Az animeadaptációt, az Imagin kezei közül, Japánban 2008. január 9. és március 26. közt adták a Chiba TV-n; Tizenkettő részt adtak le a tizenháromból, a kihagyott hetedik rész egy DVD-exkluzív OVA volt. Az epizódokat 6 DVD-ben adták ki Japánban; Az első DVD 3, a többi 2-2 részt tartalmazott. A DVD-ket 2008. április 2. és augusztus 29. közt adta ki a Pony Canyon Japánban. A harmadik DVD tartalmazta az OVA 7. részt a 6. mellett. Egy Blu-ray disc szettet is kiadtak, Full HD felbontásban 2009. január 30-án. A sorozatot Takahasi Takeo rendezte, a forgatókönyvet Arakava Naruhisza írta, a szereplők kialakítását Kuroda Kazuja végezte. Takahasi mint a light novel kötetek nagy rajongójaként mutatkozott be. Az animét a Kadokawa Pictures USA és a Funimation Entertainment licencelte angol nyelvterületen való kiadásra. A nyitó szám címe „Tabi no Tocsú” (旅の途中), ezt Kijóra Nacumi énekli, míg a záródal „Ringo Hijori: The Wolf Whistling Song” (リンゴ日和 ～The Wolf Whistling Song)-ot a Rocky Chack; mindkettőt kiadták maxi szóló lemezként 2008. február 6-án. Az anime soundtrackjét 2008. március 12-én adták ki.
Az anime második évadja Ókami to kósinrjó II cím alatt 2009. július 9-én kezdte adását Japánban. Az első évad stábjának java visszatért, leszámítva hogy Kobajasi Tosimicu vette át a karakterek tervezését és a fő animátori posztot Kuroda Kazuja helyett, továbbá a második évadot a Brain’s Base animálja az Imagin helyett. Az első évad szeijújai megtartották szerepüket. Egy másik OVA, a Brain’s Base munkája nyomán, egy képeskönyvvel együtt lett kiadva Spice and Wolf: Wolf and Gold Wheat (「狼と香辛料」狼と金の麦穂, ’Ókami to Kósinrjó Ókami to Kin no Mugiho’) cím alatt, írva és illusztrálva a light novel ugyanazon készítői által. Ezt az ASCII Media Works 2009. április 30-án adta ki az ő Dengeki Bunko Visual Novel címük alatt.

### Vizuális regények
Egy a sorozaton alapuló dating sim és gazdasági szimulációs visual novelt 2008. június 26-án adtak ki Spice and Wolf: Holo's and My One Year (狼と香辛料 ボクとホロの一年, ’Ókami to Kósinrjó Boku to Horo no Icsinen’) néven. A játékot az ASCII Media Works készítette Nintendo DS-re. A játékos Kraft Lawrence-t alakítja ahogy Horóval utazik a játék egy éve alatt. A történet eltér a light novelekétől és az animéjétől; mint egy alternatív világ jelenik meg. Kosimizu Ami szolgáltatja Holo hangját a játékban. A játékot alap és limitált verzióban is kiadták; a limitált verziót magasabb áron adták, de számos extra mellett egy életnagyságú Holo-poszter járt hozzá.
Egy második dating sim és gazdasági visual novelt 2009. szeptember 17-én adtak ki Spice and Wolf: The Wind that Spans the Sea (狼と香辛料 海を渡る風, ’Ókami to Kósinrjó Umi o Vataru Kaze’) címen. A játékot ismét az ASCII Media Works készítette DS-re, s a játékos továbbra is Kraft Lawrence szerepét veszi fel.

## Fogadtatás
ASCII Media Works 2009. májusi jelentése alapján az első 11 light novel kötetből 2,6 millió darabot adtak el. A light novel sorozatot kétszer is kitüntette Takaradzsimasa light novel útmutató Kono Light Novel ga Sugoi! könyvében, melyet évente adnak ki. 2007-ben első helyezést kapott, 2008-ban ötödiket. A 2007-es kiadásban Holo elnyerte a Legjobb Női Szereplő díját 2008 áprilisában, a maid café Cafe with Cat Akihabarában, Tokióban egy különleges témájú rendezvénynek adott otthont Café with Wolf néven három napig április 4. és 6. között. Az esemény az anime első DVD kötetét népszerűsítette. Azok akik megvették a DVD-t a kávézó alatti Comic Toranoana Akihabara Honten boltban, és magukkal hozták a blokkot, részt vehettek egy sorsolásban, hol ritka Ókami to kósinrjó ajándékokat lehetett nyerni.